# 朱汉宾
朱汉宾（872年—935年），字绩臣。五代将领，亳州谯县（今安徽亳州市）人。
朱汉宾有胆力。其父为朱温麾下将领，死于清口之战，朱温于是收他为养子。随朱温攻打郓州。郓州朱瑾募军中骁勇之人，在脸颊上黥刺双雁，号“雁子都”。朱温于是更选勇士号“落雁都”，以朱汉宾为落雁都指挥使，人称朱落雁。天复年间，授右羽林统军。历任磁州、滑州、宋州、亳州、曹州五州刺史，安远军节度使。入后唐，归附唐庄宗，庄宗罢其为右龙武统军。唐明宗时与权臣安重诲联姻，被任为昭义军节度使。后来以太子少保致仕，卒。后晋高祖时追谥贞惠。

## 延伸阅读
[在维基数据编辑]
 《舊五代史/卷64》，出自薛居正《舊五代史》
 《新五代史/卷45》，出自歐陽修《新五代史》